# Barbaricum

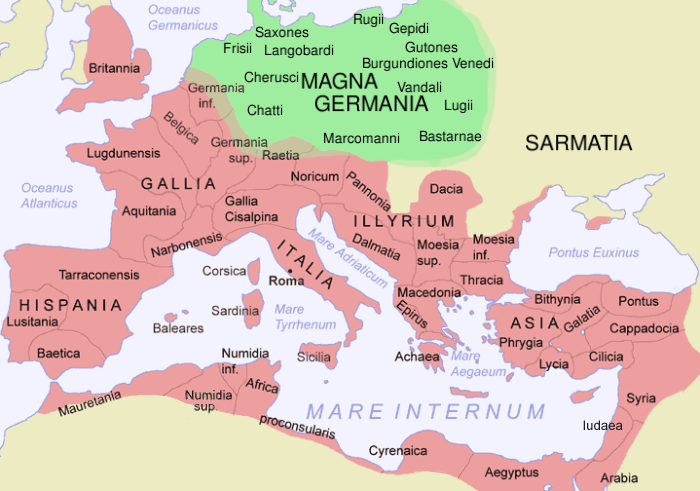
Province romane con l'adiacente Magna Germania

Il termine collettivo geografico Barbaricum è stato coniato secondo l'uso antico. È a volte utilizzato in ambienti storici e archeologici per l'area oltre il Limes in Europa settentrionale, centrale e sud-orientale adiacente all'Impero romano (secondo le idee romane abitata solo da "Barbari"). Nella tarda antichità era il nome latino dei territori tribali al di là del Reno e del Danubio che non erano occupati dai Romani (ma non dalla Persia): lo usava Ammiano Marcellino, come lo usava Eutropio. La prima iscrizione sembra risalire all'inizio del III secolo.
Nella ricerca, i termini Germania (con cui si intende Germania Magna) e Barbaricum sono talvolta usati come sinonimi, ma i termini non sono completamente identici nel loro significato temporale o spaziale. Dall'inizio delle invasioni barbariche del V secolo (detta in tedesco Völkerwanderung), l'area extra-romana nota come Barbaricum non è stata abitata esclusivamente dai Teutoni, anche se fino alla tarda antichità costituivano la maggioranza della popolazione. Durante il periodo della migrazione, tuttavia, anche gli Alani e gli Unni si sono introdotti in questa zona, così come le tribù slave (dal VI secolo), che si stabilirono nella zona ad est dell'Albis (Elba), che era stata in gran parte abbandonata dalle tribù germaniche.
Da sottolineare i molteplici contatti culturali, sociali ed economici tra il Barbaricum (germanico) e l'Impero fin dal primo periodo imperiale. Dal punto di vista archeologico, numerose importazioni romane si trovano nel Barbaricum. La formazione di grandi associazioni tribali germaniche (Alemanni e Franchi) a partire dalla crisi imperiale del III secolo fu probabilmente influenzata dai contatti con il mondo romano. I "Barbari" potrebbero anche fare carriera nell'esercito romano.